# 贝德堡豪
贝德堡豪是德国北莱茵-威斯特法伦州的一个市镇。总面积61.30平方公里，总人口13231人，其中男性6696人，女性6535人（2011年12月31日），人口密度216人/平方公里。
它的主要景点之一是莫伊兰德城堡，为北莱茵-威斯特法伦州最重要的新哥特式建筑之一。